# Rivetina asiatica
Rivetina asiatica är en bönsyrseart som beskrevs av Mistshenko 1967. Rivetina asiatica ingår i släktet Rivetina, och familjen Mantidae. Inga underarter finns listade.